# Marachernes perup
Marachernes perup es una especie de arácnido  del orden Pseudoscorpionida de la familia Chernetidae.

## Distribución geográfica
Se encuentra en el oeste de Australia.